# UDF 423
UDF 423은 화로자리의 허블 울트라 딥 필드에 위치한 77억 광년 거리의 나선은하이다. 허블 울트라 딥 필드의 은하 중 가장 큰 크기를 가지고 있고, 적색편이량은 z=1이다.